# Georges Letellier
Pour les articles homonymes, voir Letellier.
Georges Letellier, né le 15 janvier 1937 et mort le 2 juillet 2008, est un homme politique suisse, fondateur du Mouvement citoyens genevois.

## Biographie
Né français, ayant servi dans l'armée française durant la guerre d'Algérie, il est membre dans sa jeunesse du Parti communiste français. À 40 ans, il fonde sa propre entreprise de procédés de nettoyage écologiques par ultrasons, NGL Cleaning Technology et obtient la nationalité suisse dans les années 1980.
Proche idéologiquement du Front national, il devient membre puis député de l'Union démocratique du centre au Grand Conseil du canton de Genève puis fonde, le 6 juin 2005, le Mouvement blochérien genevois — qui change très vite son nom en Mouvement citoyens genevois.
Toutefois, Letellier démissionne de ce parti en 2006 pour divergences idéologiques et siège alors en tant qu'indépendant au Grand Conseil. Désigné président d'honneur du mouvement, il se présente la même année au Conseil fédéral contre Doris Leuthard, sous les couleurs du Mouvement citoyen suisse (MCS), un parti qu'il avait créé spécialement pour cette élection. Sans soutien, sa candidature est balayée.
Très sensible aux problèmes écologiques il dénonce, avec Éric Stauffer, la présence de dioxine dans les rejets de fumée de l'usine d'incinération des déchets des Cheneviers de Genève.
En début d'année 2008, il annonce sa participation à la fondation d'une section genevoise des Démocrates suisses avec Thierry Regard et Théodore Jovanovitch,. Il meurt en juillet 2008 à l'âge de 71 ans d'un cancer fulgurant. Le siège laissé vacant au Grand Conseil revient à un représentant du MCG car Letellier avait été élu sur cette liste.